# Toshiba
Tập đoàn Toshiba (株式会社 東芝 (Chu thức hội xã Đông Chi) Kabushiki-gaisha Tōshiba) là một tập đoàn đa quốc gia công nghệ cao có trụ sở chính tại Tokyo, Nhật Bản. Sản phẩm và dịch vụ của tập đoàn này bao gồm Công nghệ Thông tin, Thiết bị và hệ thống liên lạc, cơ sở hạ tầng cho công nghiệp và xã hội, dụng cụ điện dùng trong nhà, thiết bị y tế, thiết bị văn phòng.
Toshiba được thành lập vào năm 1939 dưới tên Tokyo Shibaura Electric K.K. qua sự hợp nhất của Shibaura Seisaku-sho (thành lập năm 1875) và Tokyo Denki (thành lập năm 1890). Tên tập đoàn đã được chình thức thay đổi sang Toshiba Corporation vào năm 1978.
Toshiba được tổ chức thành bốn nhóm thương mại chính: Nhóm Sản Phẩm Số, Nhóm Thiết Bị Điện Tử, Nhóm Đồ Dùng Gia Dụng và Nhóm Cơ Sở Hạ Tầng Xã hội. Vào năm 2010, Toshiba là công ty máy tính cá nhân lớn thứ năm thế giới về doanh thu (xếp phía sau Hewlett-Packard, Dell, Acer và Lenovo). Vào cùng năm, nó cũng là công ty sản xuất chất bán dẫn lớn thứ tư thế giới về doanh thu (xếp phía sau Intel Corporation, Samsung và Texas Instruments).

## Lịch sử
Tosbiba được thành lập vào năm 1939 bởi sự hợp Nhất của Shibaura Seisaku-sho và Tokyo Denki. Shibaura Seisakusho được thành lập dưới tên Tanaka Seisakusho bởi Hisashige Tanaka là công ty Nhật đầu tiên làm thiết bị điện báo, vào năm 1904, nó đã được đổi tên thành Shibaura Seisakusho, Suốt nửa đầu thế kỷ 20, Shibaura Seisakusho trở thành một công ty lớn sản xuất máy móc điện tử nặng trong khi Nhật Bản, được hiện đại hóa vào thời kỳ Minh Trị (Meiji Tennō), trở thành một cường quốc thế giới về công nghiệp. Tokyo Denki, mới đầu gọi Hakunetsusha, được thành lập vào năm 1890 và là công ty Nhật đầu tiên sản xuất bóng đèn nóng sáng. Công ty này đa dạng hóa và bắt đầu làm những sản xuất tiêu dùng, và năm 1899 nó đổi tên thành Tokyo Denki (東京電器, Đông Kinh Điện khí, "Điện tử Tokyo"). Shibaura Seisakusho và Tokyo Denki hợp nhất vào năm 1939, trở thành công ty mới dưới tên Tōkyō Shibaura Denki. Nó được tên hiệu Toshiba không lâu, nhưng công ty không đổi tên chính thức thành Công ty Toshiba đến khi năm 1978.

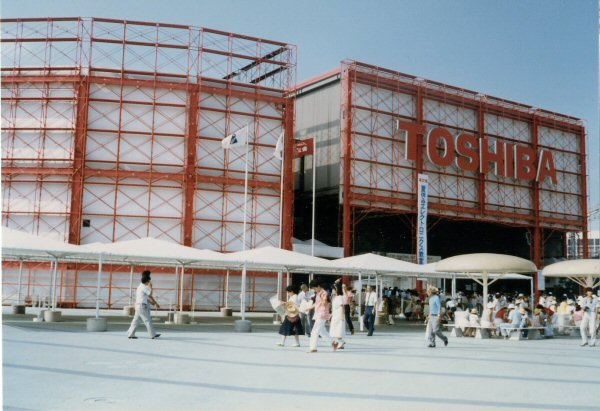
Nhà trưng bày Toshiba ở Expo '85.

Toshiba đã chế tạo nhiều loại thiết bị đầu tiên của Nhật Bản, bao gồm radar (1942), máy tính số TAC (1954), máy thu hình bán dẫn và lò vi sóng (1959), điện thoại hình màu (1971), máy xử lý chữ Nhật (1978), hệ thống MRI (1982), Máy tính xách tay (1986), NAND EEPROM (1991), Đĩa DVD (1995) và đĩa HD DVD (2005)

## Hoạt động

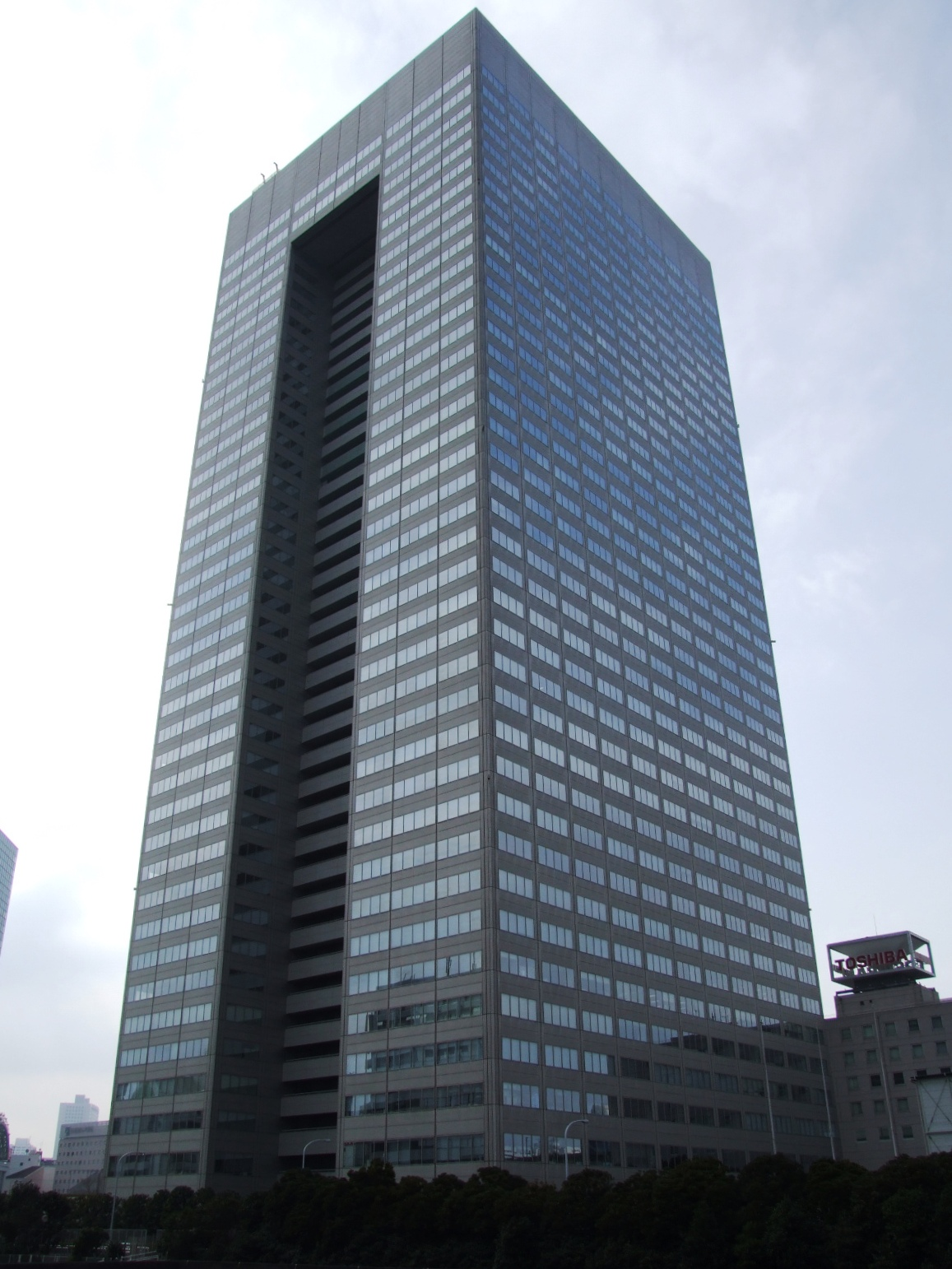
trụ sở chính của Toshiba tại Minato, Tokyo, Nhật Bản

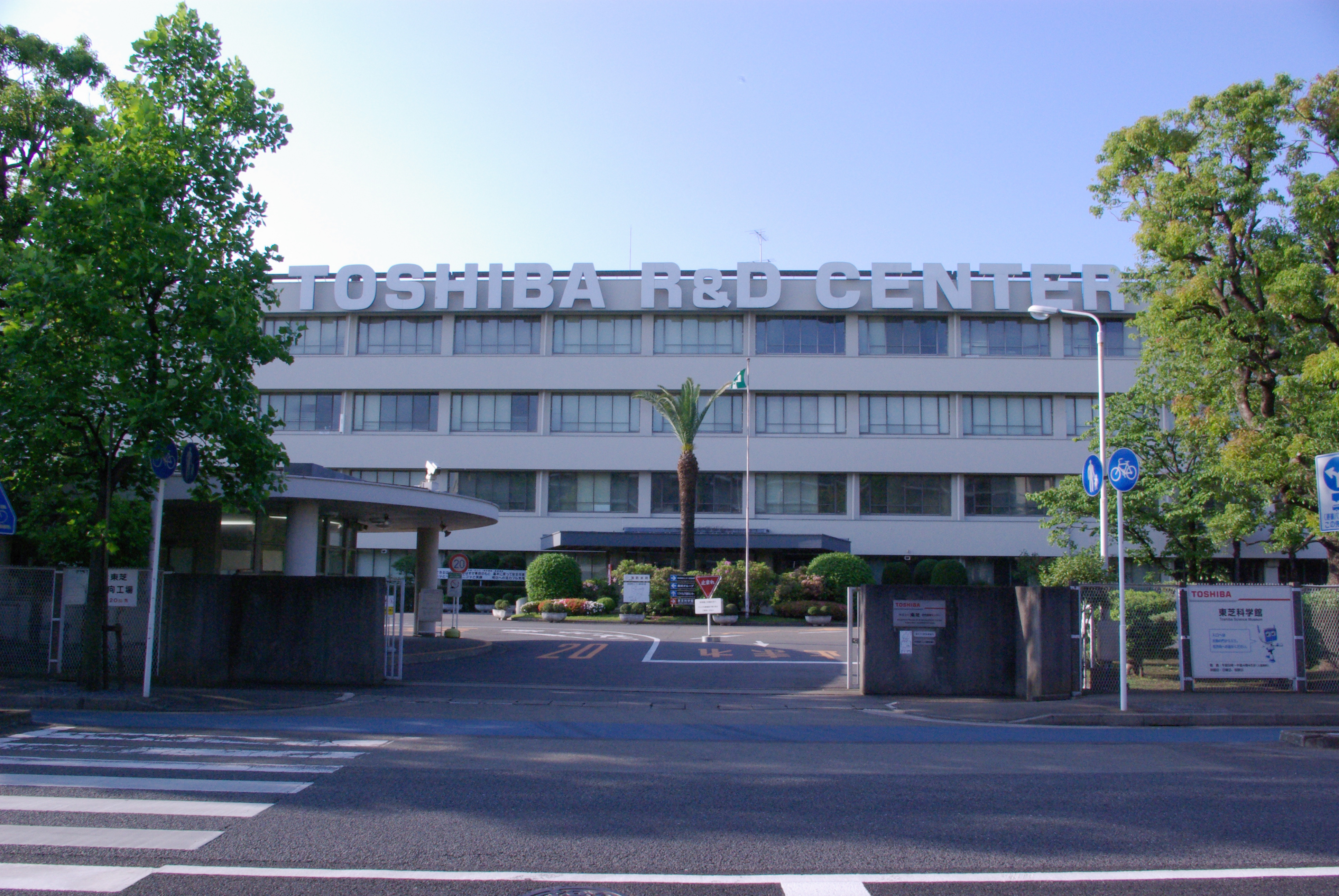
Cơ sở nghiên cứu và phát triển của Toshiba tại Kawasaki, Kanagawa, Nhật Bản

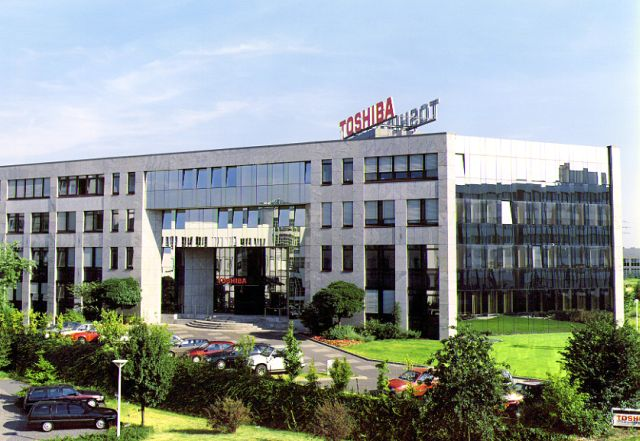
Văn phòng châu Âu của Toshiba tại Neuss, Đức

Toshiba có trụ sở chính tại Minato-ku, Tokyo, Nhật Bản và có hoạt động trên toàn cầu. Nó có khoảng 210.000 nhân viên.
Toshiba dược tổ chức thành bốn nhóm thương mại chính: Nhóm Sản Phẩm Số, Nhóm Thiết Bị Điện Tử, Nhóm Đồ Dùng Gia Dụng và Nhóm Cơ Sở Hạ Tầng Xã hội. Trong năm tài chính tới ngày 31 tháng 3 năm 2012, Toshiba có tổng doanh thu lên đến 6,100,3 tỷ yên Nhật, trong đó 25,2% là từ Nhóm Sản Phẩm Số, 24,5% từ Nhóm Thiết Bị Điện Tử, 8,7% từ Nhóm Đồ Dùng Gia Dụng, 36,6% từ Nhóm Cơ Sở Hạ Tầng Xã hội và 5% từ các hoạt động khác.
Toshiba có 39 cơ sở nghiên cứu và phát triển trên khắp thế giới với khoảng 4.180 nhân viên. Toshiba đầu tư tổng cộng 319,9 tỷ yên Nhật vào nghiên cứu và phát triển trong năm tài chính tới ngày 31 tháng 3 năm 2012. Toshiba đã đăng ký tổng cộng 2.483 bằng sáng chế ở Mỹ trong năm 2011, đứng thứ 5 trong số những công ty có nhiều bằng sáng chế nhất (xếp sau IBM, Samsung Electronics, Canon and Panasonic).

## Sản phẩm, dịch vụ và tiêu chuẩn
Toshiba có rất nhiều sản phẩm và dịch vụ, bao gồm máy điều hòa, đồ điện tử gia dụng, hệ thống kiểm soát, thang máy, dịch vụ IT, ánh sáng, chất liệu và thành phần điện tử, thiết bị y tế, thiết bị văn phòng, máy tính cá nhân, chất bán dẫn, hệ thống năng lượng.

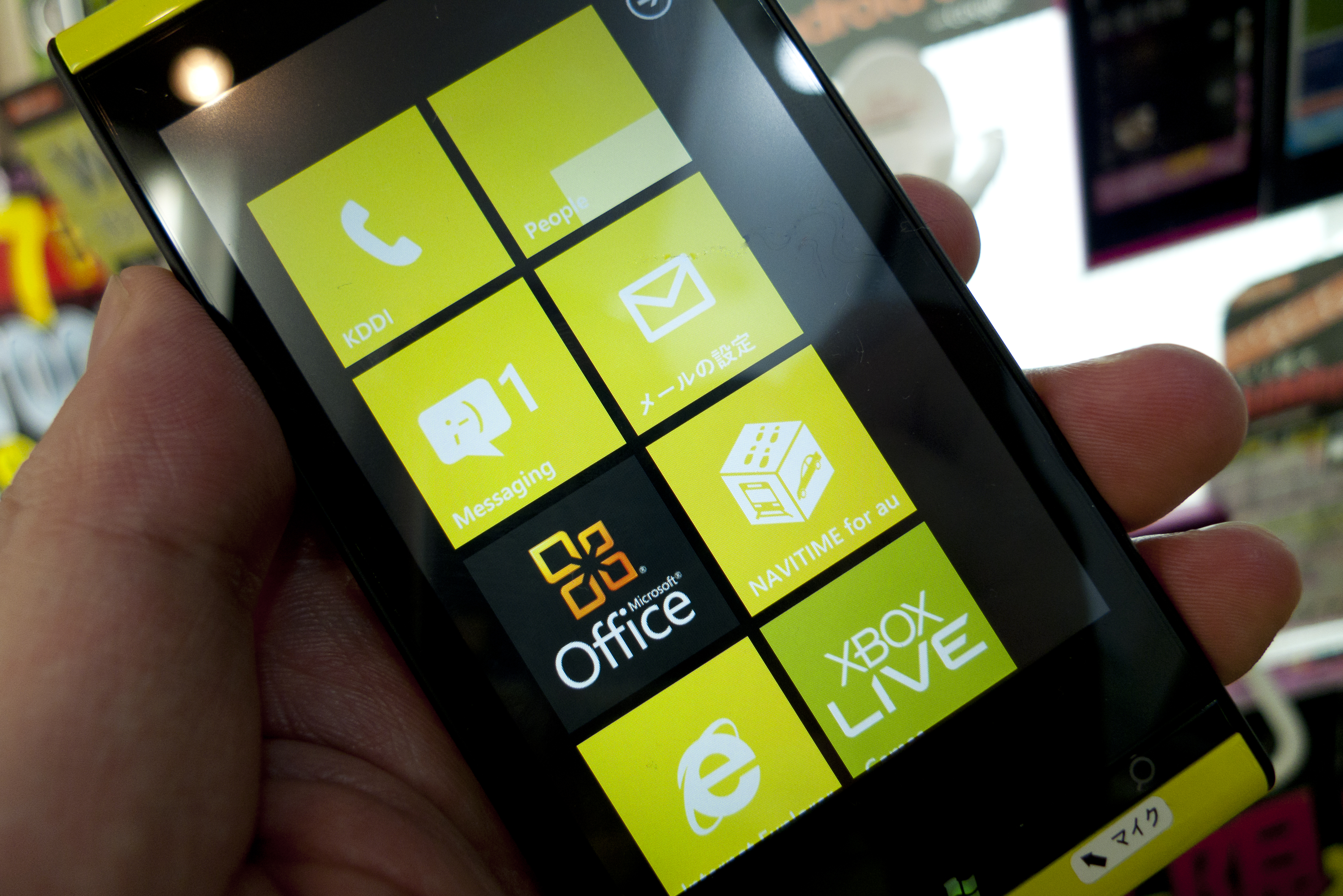
Điện thoại thông minh Fujitsu Toshiba IS12T
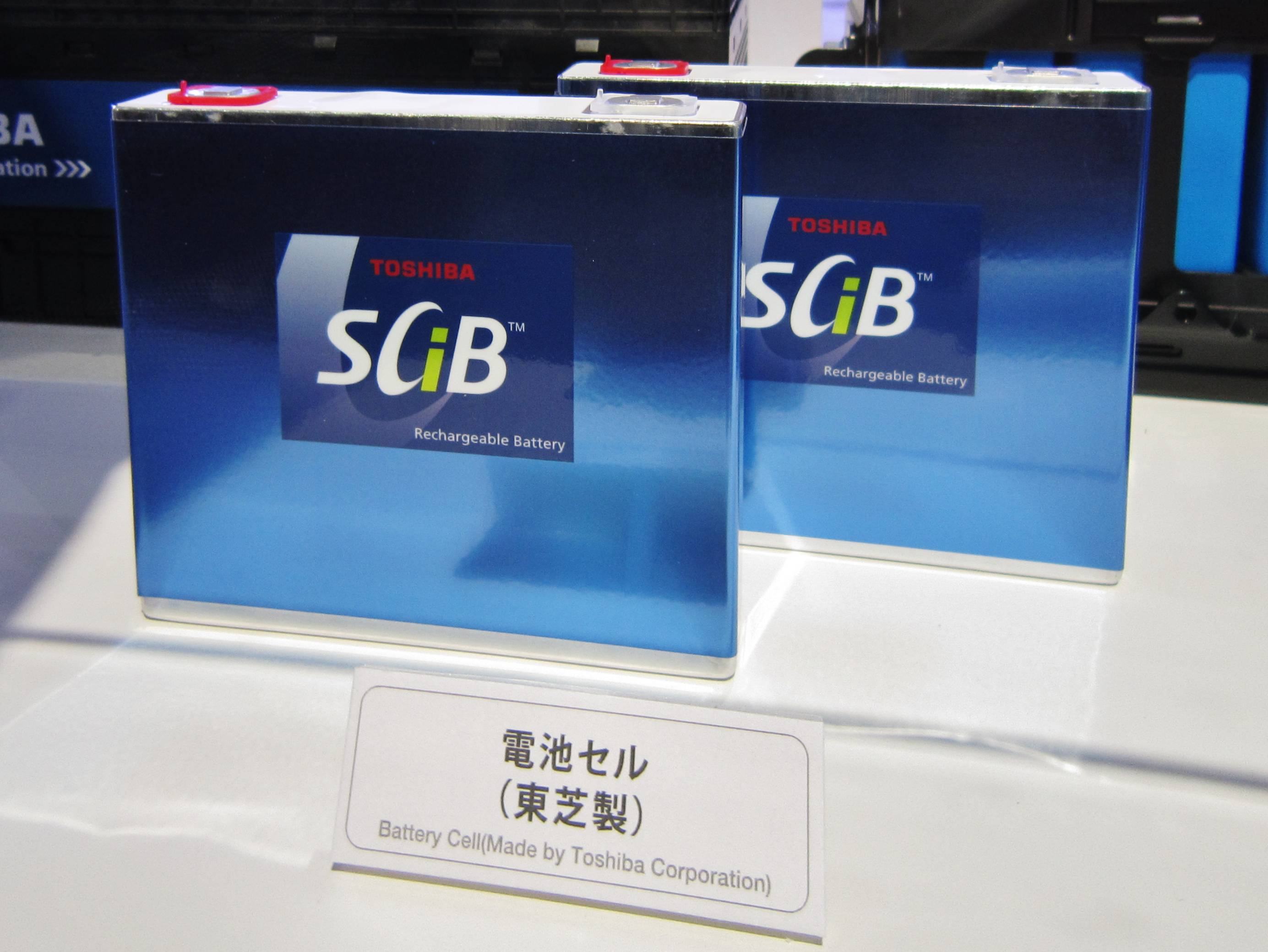
Pin sạc Toshiba SCiB
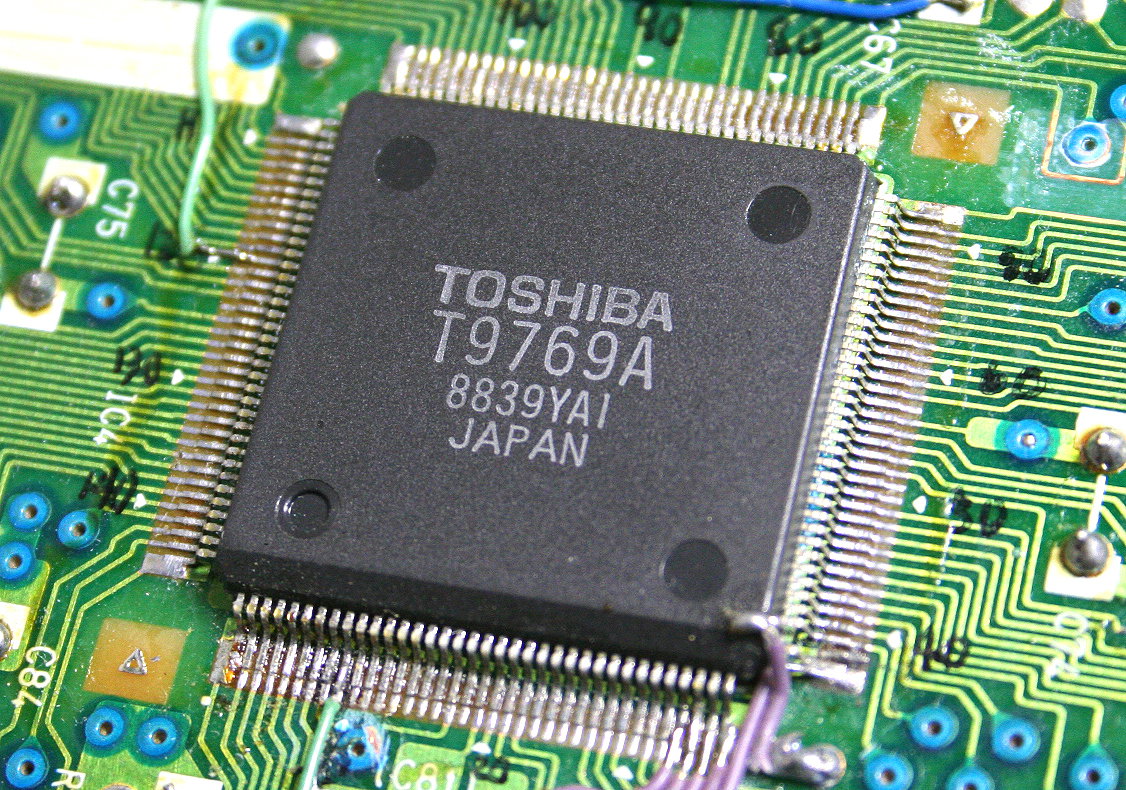
Mạch tích hợp Toshiba T9769A
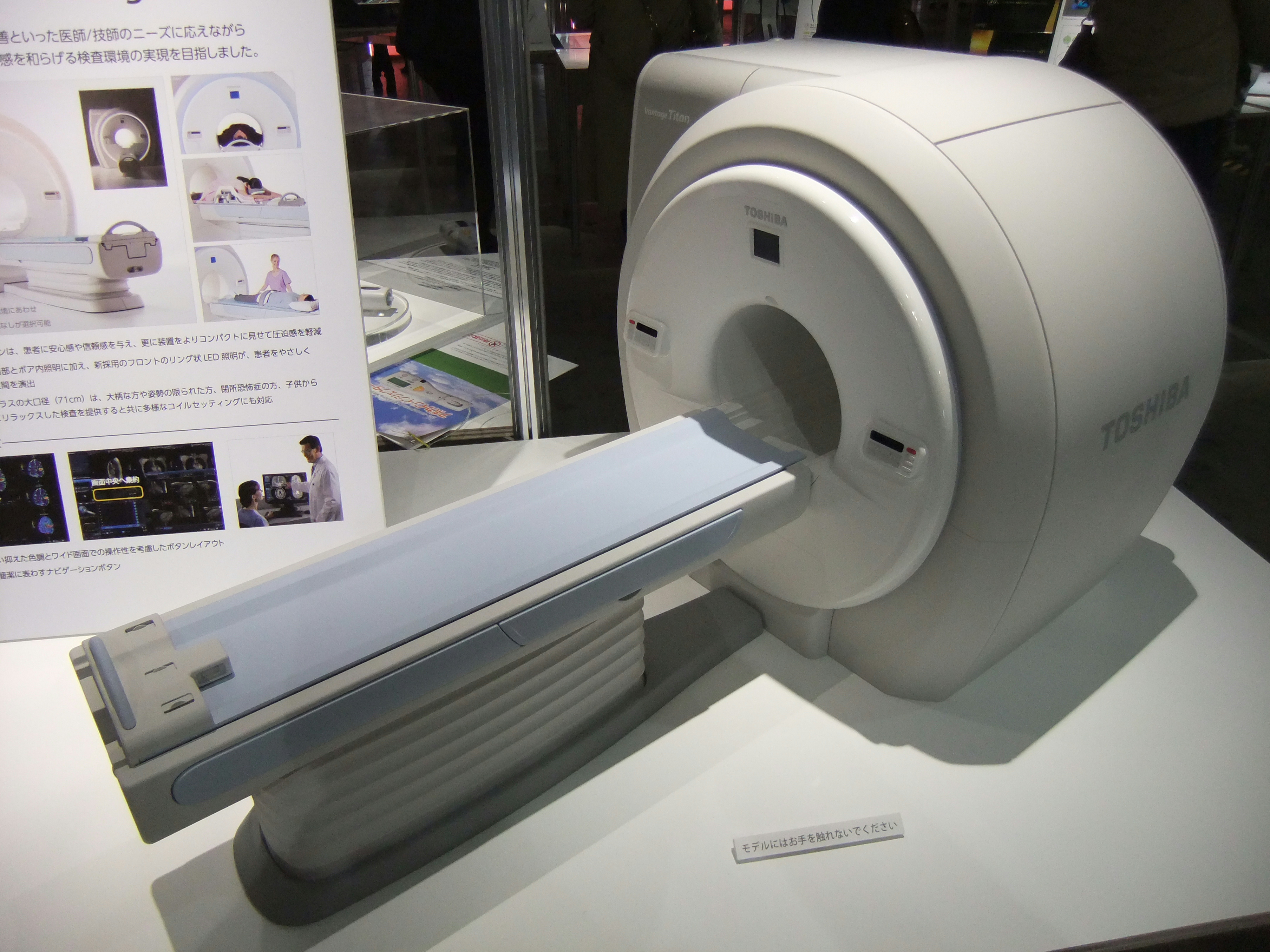
Máy quét MRI Toshiba Vantage Titan MRT-2004

### Máy thu hình 3D
Vào tháng 10 năm 2010, Toshiba đã cho ra mắt máy thu hình LCD 3D không cần kính Toshiba Regza GL1 21" LED backlit tại CEATEC 2010. sản phẩm này bắt đầu được bán vào tháng 12 năm 2010.